# Gualmatán
Gualmatán est une municipalité située dans le département de Nariño en Colombie.